# Montbasens
Montbasens (en francès Montbazens) és un municipi francès situat al departament de l'Avairon i a la regió d'Occitània.

## Demografia
| 1962                                       | 1968  | 1975  | 1982  | 1990  | 1999  | 2006  |
| ------------------------------------------ | ----- | ----- | ----- | ----- | ----- | ----- |
| 1.103                                      | 1.171 | 1.313 | 1.424 | 1.389 | 1.315 | 1.321 |
| Des de 1962: població sense dobles comptes |       |       |       |       |       |       |

## Administració
| Període   | Identitat        | Partit |
| --------- | ---------------- | ------ |
| 1971-2008 | Maurice Ginestet | PRG    |
| 2008-     | Claude Catalan   | PG     |